# 吉布库镇
吉布库镇，是中华人民共和国新疆维吾尔自治区昌吉回族自治州奇台县下辖的一个乡镇级行政单位。

## 行政区划
吉布库镇下辖以下地区：
华侨村、西槽子村、天河村、上堡子村、三十户村、戈壁村、涨坝村、达板河村、吉布库牧业村、达板河牧业村、南湖村和二马场村。